# 大墓祠
大墓祠又名邦宪第位于中国安徽省黄山市歙县许村镇许村。
大墓祠始建于明，分前中后三进。后进保留明代原貌。
2006年5月，大墓祠作为许村古建筑群的子项，被列为第六批全国重点文物保护单位。